# Muñón Cimero
Muñón Cimero (oficialmente en asturiano: Muñón Cimiru) es una parroquia española del concejo de Lena, perteneciente a la comunidad autónoma de Asturias.

## Historia
Hacia mediados del siglo XIX, la parroquia, ya por entonces perteneciente a Lena, tenía contabilizada una población de 240 habitantes. Aparece descrita en el undécimo volumen del Diccionario geográfico-estadístico-histórico de España y sus posesiones de Ultramar de Pascual Madoz con las siguientes palabras:

MUÑON-CIMERO (Santa Eugenia): felig. en la prov. y dióc. de Oviedo (4 1/2 leg.), part. jud. y ayunt. de la Pola de Lena (1). sit. entre dos montañas, con buena ventilacion y clima bastante sano. Tiene 80 casas repartidas en los l. y cas. de Cualquera, Fueyos, Frechuro, Iglesia, Muela, Maderada, Pejas, Reconcos, Soterraña y Vencegal, y una escuela de primeras letras frecuentada por 16 á 20 niños y sostenida por el vecindario. La igl. parr. (Santa Eugenia) está servida por un cura de primer ascenso y patronato laical; hay tambien una ermita dedicada al Santo Angel de la Guardia, la cual está en una cuesta algo distante de la parr. Confina el térm. N. Gallegos; E., Ujo; S., Pola de Lena, y O. Riosa. El terreno en lo general es montuoso y de mediana calidad; tiene algunas minas de carbon de piedra y de cinabrío, y mucho arbolado de robles, hayas, castaños y todo género de frutales: hay algunos arroyos que nacen en los montes inmediatos y van á desaguar en el r. Caudal ó de Lena. Los caminos son locales y malos: el correo se recibe de la Pola de Lena. prod.: escanda, maiz, centeno, toda clase de legumbres, variedad de frutas y escelentes pastos: se cria ganado vacuno, caballar, mular, lanar y cabrío, y caza de perdices, liebres, cabras monteses y animales dañinos. ind.: la agrícola y molinos harineros. pobl.: 80 vec., 240 alm. contr.: con su ayunt. (V.)
(Madoz, 1848, p. 692)

En 2023, tenía empadronados 77 habitantes.